# Anti-cnn
Anti-cnn.com est un site web créé[Quand ?] par l'étudiant chinois Jin Rao, 23 ans[Quand ?], en réponse à ce qu'il appelle « les mensonges et les distorsions de faits de la presse occidentale » sur les troubles au Tibet en mars 2008 et l'unité nationale de la république populaire de Chine. Le site explique que son but est de « collecter, classifier et exposer la mauvaise conduite des médias occidentaux ».

## Description
Selon le site, l'expression « anti-cnn » ne se réfère pas exclusivement au groupe américain CNN, mais également aux autres médias occidentaux, comme la BBC, Der Spiegel, La Repubblica, n-tv, Bild, Fox News Channel et RTL. Le site précise « Nous ne sommes pas contre les médias occidentaux mais contre les mensonges et les histoires fabriquées de toutes pièces. Nous ne sommes pas contre les occidentaux mais contre les préjugés de la société occidentale ». À partir du 13 juillet 2009, le site a été fermé pendant plusieurs jours avant de revenir en ligne le 17 juillet mais sans la version anglaise.
Anti-cnn affirme recevoir 500 000 visites par jour dont 60 % sont des internautes chinois. Le site a reçu sa première grosse publicité lors d'une conférence du porte-parole du ministère chinois des Affaires étrangères, Qin Gang, le 27 mars 2008. Un journaliste demanda au porte-parole son avis sur le site, et s'il était financé ou soutenu par le gouvernement chinois. Qin Gang répondit : « Ce sont les rapports irresponsables et contraire à l'éthique [des médias occidentaux] qui provoquent la colère de notre peuple et lui font exprimer volontairement sa condamnation et sa critique ».
Certains des médias accusés de manipulations ont répondu dont CNN qui a fait un communiqué officiel sur l'affaire des photographies retouchées et des légendes erronées, expliquant que le choix de la chaîne était « approprié pour le contexte éditorial et n'a provoqué aucune confusion ». Der Spiegel mentionna le site dans un éditorial portant sur « la guerre des mots » mais refusa de répondre aux accusations précisant que le site faisait partie de la « propagande chinoise ». Le journal allemand accusa la politique de contrôle des médias par le gouvernement chinois qui rendait « difficile de prouver » les faits et « augmentait le risque de faire des erreurs » et « rendait les choses plus faciles pour les autorités chinoises pour accuser les médias ».